# Щепаньский, Марек
Марек Щепаньский (пол. Marek Szczepański, 13 апреля 1956, Ченстохова — 11 октября 2023) — польский социолог и педагог, профессор гуманитарных наук, профессор Силезского университета, член-корреспондент Польской академии наук.

## Биография
В 1978 году окончил факультет социологии Силезского университета. В 1983 году получил докторскую степень в том же университете. В 1989 году на факультете социальных наук Силезского университета он получил докторскую степень на основе диссертации «Модернизация, зависимое развитие, эндогенное развитие. Социологическое исследование теории общественного развития». 10 мая 1995 года Марек Щепаньский получил звание профессора гуманитарных наук. Он специализировался на социологии образования, социологии города и региона, социологии местных сообществ и теории социального развития.
Как автор, соавтор и редактор он опубликовал около 350 публикаций в Польше и за рубежом. Он был автором нескольких десятков исследований, посвящённых, в том числе, региональным проблемам в период политических преобразований, а также редактором первой стратегии развития Верхнесилезской метрополии и соавтором стратегии развития Силезского воеводства.
В профессиональном плане он был связан с Институтом социологии Силезского университета в Катовице (он был директором этого подразделения). В этом университете он продвинулся по карьерной лестнице, заняв должность профессора в 1997 году. Он также был сотрудником Центрального горного института, профессором Технологического и гуманитарного университета в Бельско-Бяле и преподавателем Академии им. Яна Длугоша в Ченстохове. Он также стал преподавателем в Институте социологии Опольского университета и на факультете гуманитарных и социальных наук Университета социальных и гуманитарных наук в Варшаве. Он был соучредителем Университета управления и социальных наук в Тыхах, занимал должность ректора этого вуза и взял на себя руководство кафедрой социологии. Он был членом президиума социологического комитета Польской академии наук и председателем учёного совета Силезского института в Ополе.
В 2016 году стал членом-корреспондентом Польской академии наук. Он также стал членом Центральной комиссии по учёным степеням и званиям на срок 2017–2020 годов.
В 2011 году Щепаньский баллотировался в Сенат от Союза президентов — граждане в Сенат, заняв последнее, 3-е место в округе (получил 22,4% голосов).

## Награды и почести
- Звание почётного гражданина Тыхы (2009)[6]
- Золотой почётный знак за заслуги перед Силезским воеводством[пол.] (2016)[6]
- Премия «За науку и искусство» (Pro Scientia et Arte, 2016)[6]

## Избранные публикации
- Górny Śląsk 2005. Scenariusz restrukturyzacji, Ośrodek Badań Społeczno-Kulturowych Towarzystwa Zachęty Kultury, Katowice 2005.
- Miasto i mieszkanie w społecznej świadomości. Katowiczanie o Katowicach (współautor), Wyd. Śląsk, Katowice 1997.
- Miasto i przestrzeń w perspektywie socjologicznej (współautor z Bohdanem Jałowieckim), Wydawnictwo Naukowe Scholar, Warszawa 2002.
- „Miasto socjalistyczne” i świat społeczny jego mieszkańców, Wyd. Stanisław Kryciński, Warszawa 1991.
- Opel z górniczym pióropuszem. Restrukturyzacja województwa katowickiego 1989–1996, Wyd. Śląsk, Katowice 1997.
- Pokusy nowoczesności. Polskie dylematy rozwojowe, Wyd. Amp, Katowice 1992.
- Rozwój lokalny i regionalny w perspektywie socjologicznej (współautor z Bohdanem Jałowieckim), Śląskie Wydawnictwa Naukowe WSZiNS, Tychy 2002.
- Tychy 1939–1993. Monografia miasta (red.), Zarząd oraz Rada Gminy, Tychy 1996.
- Współczesne teorie społeczne : w kręgu ujęć paradygmatycznych (red. nauk. z Anną Śliz), Wyd. Uniwersytetu Opolskiego, Opole 2014.
- Zrozumieć rozwój. Od społeczeństw tradycyjnych do informacyjnych (współautor z Kazimierzem Krzysztofkiem), Wyd. Uniwersytetu Śląskiego, Katowice 2002.